# Endoplasma
El endoplasma es la parte del la membrana eucariota que se encuentra próxima al núcleo. Es más densa que el ectoplasma. En ella encontramos las siguientes estructuras:
1. mitocondrias
2. cloroplastos
3. centríolos
4. aparato de Golgi
5. lisosomas
6. retículo endoplasmático
7. ribosomas
8. vacuolas
9. peroxisomas